# UK Decay
A UK Decay egy angol punkegyüttes.

## Tagjai
Jelenlegi tagok: Steve Abbott, Steve Spon, Edwin Branch, Ray Philpott és Justin Saban. Volt tagok: Steven David Harle, Martin Smith, Lorraine Turvey, Creetin K-OS és Jon Rickards. 

## Története
Az együttes 1978-ban alakult meg Lutonban, a rövid életű Rezistors nevű együttesből. Az együttes első nagylemezét 1981-ben adták ki, azóta még 1 stúdióalbum jelent meg. A tagok 1978-tól 1983-ig játszottak együtt. 1993-ban újból összeálltak és ismét feloszlott az együttes. A 2005-ös újrakezdés óta az együttes fennáll.  

## Nagylemezei
- For Madmen Only (1981)
- New Hope for the Dead (2013)